# Wilhelm Curtmann (Politiker)
Christian Ludwig Karl Wilhelm Curtmann (* 24. Februar 1833 in Worms; † 20. Juli 1893 in Gießen) war ein hessischer Rechtsanwalt und Politiker und Abgeordneter der Zweiten Kammer der Landstände des Großherzogtums Hessen.

## Leben
Wilhelm Curtmann war der Sohn des Gymnasialdirektors Wilhelm Curtmann und dessen Ehefrau Sophie Luise, geborene Gebhardt. Curtmann, der evangelischen Glaubens war, heiratete am 1. November 1864 in Friedberg Maria Anna Rosine geborene Schäffer.
Curtmann studierte an 1850 Rechtswissenschaften an der Universität Gießen und der Universität Heidelberg. 1853 wurde er Hofgerichtssekretariatsakzessist in Darmstadt und 1854 Gerichtsakzessist in Friedberg. 1862 wurde er Advokat und Prokurator am Hofgericht Gießen. 1880 wurde er Rechtsanwalt am Landgericht Gießen.
Von 1868 bis 1872 gehörte er der Zweiten Kammer der Landstände an. Er wurde für den Wahlbezirk Oberhessen 14/Nauheim gewählt, nachdem der bisherige Abgeordnete Alexander Riess verstarb. In den Ständen vertrat er konservative Positionen.